# Jundiá (Rio Grande do Norte)
Jundiá is een gemeente in de Braziliaanse deelstaat Rio Grande do Norte. De gemeente telt 3.663 inwoners (schatting 2009).